# チュウゴクスジエビ
チュウゴクスジエビ（P. paucidens）は、スジエビによく似た淡水性のエビ。2010年以降日本各地で発見されている外来種。

## 分布
日本国内では、2010年、静岡県浜松市のため池で初めて確認された。現在では、宮城県、東京都、神奈川県、広島県、香川県、愛媛県
、高知県、大分県、熊本県、愛知県で見られる。
国外では、ミャンマー、韓国、中国、サハリン島、千島列島、極東ロシア。

## 形態
頭胸甲長10 mm、体長40 mm程度。顎角は第1触覚の触覚鱗先端に達し、その上縁には2～6本の歯があり、そのうち0～2本の歯が頭胸甲上にある。下縁には0～3本の歯がある。顎角の先端部分に歯がない。頭胸甲後方の横縞上がかぎ状模様。第2胸脚の各節の長さは、ハサミが7番目の節である指節の0.7倍、5番目の節である腕節が4番目の節である長節の約1.5倍である。体色は透明。
スジエビに非常によく似る。大顎に触髭がなく、臼状歯周縁の切れ込みは少なく、鰓前棘は前縁からやや離れ、腹節の横縞がより断続的、眼が比較的小さく、頭胸甲後方の横縞上がかぎ状模様。

## 生態
河川や湖沼に生息する。純淡水性。
抱卵期は5～9月。中卵中産型。1.2～1.5㎜の卵を100～200個産む。

## 侵入経緯
本種は中国から釣り餌として輸入されたスジエビに混入して日本に持ち込まれたと考えられている。持ち込まれたものの一部が投棄され、自然に侵入したと思われる。2014年にスジエビとの簡易な見分け方が示されてから報告例が増加した。こうした背景から、スジエビを含むテナガエビ科は2016年7月27日に新輸入防疫制度によって輸入許可の対象種となり，中国からの輸入が事実上停止した。